# Марк Манлий Вулзон
Марк Манлий Вулзон (на латински: Marcus Manlius A. F. CN. N. Vulso) e политик на ранната Римска република през 5 век пр.н.е.

## Биография
Произлиза от патрицииската фамилия Манлии, клон Вулзон. Вероятно е син на Авъл Манлий Вулзон (децемвир 451 пр.н.е.) и внук на Авъл Манлий Вулзон (консул 474 пр.н.е.).
През 420 пр.н.е. Манлий е консулски военен трибун заедно с Луций Квинкций Цинцинат, Луций Фурий Медулин и Авъл Семпроний Атрацин.